# Vielsalm
Vielsalm (en való Li Viye Såm) és un municipi belga de la província de Luxemburg a la regió valona. Comprèn les seccions de Bihain, Grand-Halleux, Petit-Thier i Vielsalm